# Gabriele Seifert

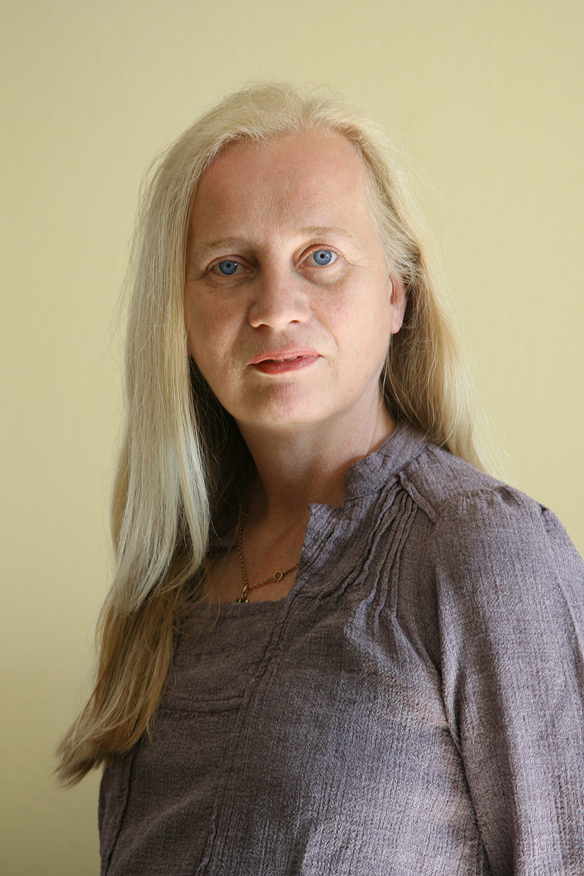
Gabriele Seifert (2009)

Gabriele Seifert (* 23. April 1959 in Bad Rothenfelde) ist eine deutsche Künstlerin.

## Leben und Werk
Gabriele Seifert begann in Münster zunächst an der WWU ein Philosophiestudium, ab 1979 studierte sie Kunst bei Wolfgang Kliege und dem Maler Ulrich Erben, Meisterschülerin 1984. Nach Abschluss des Studiums zog sie 1986 nach Köln und war 1990 Gast in der Videoklasse von Nam June Paik an der Kunstakademie Düsseldorf. Seit 1982 wird ihr Werk in Einzel- und Gruppenausstellungen national und international ausgestellt. Sie ist Mutter zweier Kinder.
Sie arbeitet mit den Medien Malerei, Collage, Fotografie und Video. Einzelarbeiten inszeniert sie oft zu komplexen Rauminstallationen. Inhaltlich greift sie in ihren Arbeiten kulturelle Stereotype auf. Diese werden ästhetisch so transformiert und umgedeutet, dass hinter den vordergründigen Erscheinungen Aspekte des Numinosen spürbar werden.
Die Künstlerin lebt in Köln.

## Werke
- Die Wartenden, Dia-Malerei-Installation
- Nadeln in Ketten, Performance-Abende
- up-Pferd-down, Videoband und Gemälde
- in-Körper-out, Dia-Video-Installation
- Tre anziane signore a passegio, Video-Malerei
- Stehen-fallen-Häuser-Serie, Malerei, Video, Installationen

## Auszeichnungen und Stipendien
- 1985 Förderpreis des Fördervereins der Kunstakademie Münster
- 1991 Prix Club Monte Veritá et Ars, 12 Videofestival Locarno
- 1992 Prix Lago Maggiore, 13. Videofestival Locarno
- 2002 3. Marler Video-Installations-Preis
- 2003 Arbeitsstipendium, Künstlerhaus Lukas, Ahrenshoop

## Werke in öffentlichen Sammlungen
- Fondazione Cassa di Risparmio di Lucca
- Sammlung der WGZ Bank, Düsseldorf
- Sammlung der Warsteiner Brauerei, Warstein